# Southern Conference
La Southern Conference (o SoCon) (español: Conferencia Meridional) es una conferencia de la División I de la NCAA. Fundada en 1921, está formada por 10 miembros que compiten en 20 deportes.
Se formó el 25 de febrero de 1921 y comenzó a operar en 1922 con catorce universidades que pertenecían a la Southern Intercollegiate Athletic Association. Estas universidades fueron: Auburn, Clemson, Georgia, Georgia Tech, Kentucky, Maryland, Misisipi State, North Carolina, North Carolina State, Tennessee, Virginia, Virginia Tech, y Washington & Lee. En 1922 se les unieron seis más: Florida, LSU, Misisipi, South Carolina, Tulane, y Vanderbilt; en 1923 se sumó Sewanee; en 1924, VMI; en 1928, Duke; en 1936, Wake Forest, George Washington, Richmond, William & Mary, El Citadel, Davidson y Furman; y en 1950, Virginia Occidental.
En 1933, trece universidades localizadas al sur y al oeste de los Apalaches (Alabama, Auburn, Florida, Georgia, Georgia Tech, Kentucky, LSU, Ole Miss, Mississippi State, Sewanee, Tennessee, Tulane y Vanderbilt) se marcharon de la SoCon a la Southeastern Conference, y en 1953, otras siete (Clemson, Duke, Maryland, Carolina del Norte, NC State, South Carolina y Wake Forest) fueron a parar a la Atlantic Coast Conference.

## Miembros

### Miembros actuales
| Logo | Institución                                     | Localización                   | Tipo    | Equipo     | Año de unión |
| ---- | ----------------------------------------------- | ------------------------------ | ------- | ---------- | ------------ |
|      | Universidad de Tennessee en Chattanooga         | Chattanooga, Tennessee         | Pública | Mocs       | 1976         |
|      | Academia Militar The Citadel                    | Charleston, Carolina del Sur   | Militar | Bulldogs   | 1936         |
|      | Universidad Estatal de Tennessee Oriental       | Johnson City, Tennessee        | Pública | Buccaneers | 1978, 2014   |
|      | Universidad Furman                              | Greenville, Carolina del Sur   | Privada | Paladins   | 1936         |
|      | Universidad de Mercer                           | Macon, Georgia                 | Privada | Bears      | 2014         |
|      | Universidad Samford                             | Homewood, Alabama              | Privada | Bulldogs   | 2008         |
|      | Universidad de Carolina del Norte en Greensboro | Greensboro, Carolina del Norte | Pública | Spartans   | 1997         |
|      | Instituto Militar de Virginia (VMI)             | Lexington, Virginia            | Militar | Keydets    | 1924, 2014   |
|      | Universidad de Carolina Occidental              | Cullowhee, Carolina del Norte  | Pública | Catamounts | 1976         |
|      | Wofford College                                 | Spartanburg, Carolina del Sur  | Privada | Terriers   | 1997         |

1. ↑  East Tennessee State fue miembro de la SoCon desde 1978 hasta 2005, pero regresó en 2014.
2. ↑  VMI fue miembro de la SoCon desde 1924 hasta 2003, pero regresó en 2014.

### Futuros Miembros
| Logo | Institución                          | Localización          | Equipo        | Tipo    | Año de Unión | Conferencía Actual     |
| ---- | ------------------------------------ | --------------------- | ------------- | ------- | ------------ | ---------------------- |
|      | Universidad Tecnológica de Tennessee | Cookeville, Tennessee | Golden Eagles | Pública | 2026         | Ohio Valley Conference |

### Miembros Asociados
| Institución                          | Localización        | Equipo           | Tipo    | Deporte                    | Conferencia Primaria            |
| ------------------------------------ | ------------------- | ---------------- | ------- | -------------------------- | ------------------------------- |
| Universidad Estatal de Apalaches     | Boone, NC           | Mountaineers     | Pública | Lucha                      | Sun Belt Conference             |
| Universidad Bellarmine               | Louisville, KY      | Knights          | Privada | Lacrosse masculino y lucha | Atlantic Sun Conference         |
| Universidad Campbell                 | Buies Creek, NC     | Fighting Camels  | Privada | Lucha                      | Coastal Athletic Association    |
| Davidson College                     | Davidson, NC        | Wildcats         | Privada | Lucha                      | Atlantic 10 Conference          |
| Universidad Gardner–Webb             | Boiling Springs, NC | Runnin' Bulldogs | Privada | Lucha                      | Big South Conference            |
| Universidad del Sur de Georgia       | Statesboro, GA      | Eagles           | Pública | Tiro                       | Sun Belt Conference             |
| Universidad del Norte de Georgia     | Dahlonega, GA       | Nighthawks       | Pública | Tiro                       | Peach Belt Conference (Div. II) |
| Presbyterian College                 | Clinton, SC         | Blue Hose        | Privada | Lucha                      | Big South Conference            |
| Universidad de Alabama en Birmingham | Birmingham, AL      | Blazers          | Pública | Tiro                       | Conference USA                  |

#### Miembros Asociados Futuros
| Institución         | Localización  | Equipo | Tipo    | Deporte          | Año de Unión | Conferencia Primaria |
| ------------------- | ------------- | ------ | ------- | ---------------- | ------------ | -------------------- |
| Universidad Liberty | Lynchburg, VA | Flames | Privada | Fútbol masculino | 2026         | Conference USA       |

### Antiguos miembros
| Institución                                             | Localización                      | Equipo          | Tipo    | Año de unión | Año de salida | Conferencia actual                          |
| ------------------------------------------------------- | --------------------------------- | --------------- | ------- | ------------ | ------------- | ------------------------------------------- |
| Universidad de Alabama                                  | Tuscaloosa, Alabama               | Crimson Tide    | Pública | 1921         | 1932          | Southeastern Conference                     |
| Universidad Estatal de Apalaches                        | Boone, Carolina del Norte         | Mountaineers    | Pública | 1972         | 2014          | Sun Belt Conference                         |
| Universidad de Auburn                                   | Auburn, Alabama                   | Tigers          | Pública | 1921         | 1932          | Southeastern Conference                     |
| Universidad Clemson                                     | Clemson, Carolina del Sur         | Tigers          | Pública | 1921         | 1953          | Atlantic Coast Conference                   |
| College of Charleston                                   | Charleston, Carolina del Sur      | Cougars         | Privada | 1998         | 2013          | Coastal Athletic Association                |
| Davidson College                                        | Davidson, Carolina del Norte      | Wildcats        | Privada | 1936 1992    | 2014          | Atlantic 10 Conference                      |
| Universidad de Duke                                     | Durham, Carolina del Norte        | Blue Devils     | Privada | 1928         | 1953          | Atlantic Coast Conference                   |
| Universidad del Este de Carolina                        | Greenville, Carolina del Norte    | Pirates         | Pública | 1964         | 1976          | American Conference                         |
| Universidad de Elon                                     | Elon, Carolina del Norte          | Phoenix         | Privada | 2003         | 2014          | Coastal Athletic Association                |
| Universidad de la Florida                               | Gainesville, Florida              | Gators          | Pública | 1922         | 1932          | Southeastern Conference                     |
| Universidad George Washington                           | Foggy Bottom, DC                  | Colonials       | Privada | 1936         | 1970          | Atlantic 10 Conference                      |
| Universidad de Georgia                                  | Athens, Georgia                   | Bulldogs        | Pública | 1921         | 1932          | Southeastern Conference                     |
| Universidad del Sur de Georgia                          | Statesboro, Georgia               | Eagles          | Pública | 1991         | 2014          | Sun Belt Conference                         |
| Universidad de Kentucky                                 | Lexington, Kentucky               | Wildcats        | Pública | 1921         | 1932          | Southeastern Conference                     |
| Universidad Estatal de Luisiana                         | Baton Rouge, Luisiana             | Tigers          | Pública | 1922         | 1932          | Southeastern Conference                     |
| Universidad Marshall                                    | Huntington, Virginia Occidental   | Thundering Herd | Pública | 1976         | 1997          | Sun Belt Conference                         |
| Universidad de Maryland                                 | College Park, Maryland            | Terrapins       | Pública | 1923         | 1953          | Big Ten Conference                          |
| Universidad Estatal de Misisipi                         | Starkville, Misisipi              | Bulldogs        | Pública | 1921         | 1932          | Southeastern Conference                     |
| Universidad de Misisipi                                 | Oxford, Misisipi                  | Rebels          | Pública | 1922         | 1932          | Southeastern Conference                     |
| Universidad de Carolina del Norte en Chapel Hill        | Chapel Hill, Carolina del Norte   | Tar Heels       | Pública | 1921         | 1953          | Atlantic Coast Conference                   |
| Universidad Estatal de Carolina del Norte               | Raleigh, Carolina del Norte       | Wolfpack        | Pública | 1921         | 1953          | Atlantic Coast Conference                   |
| Universidad de Richmond                                 | Richmond, VA                      | Spiders         | Privada | 1936         | 1976          | Atlantic 10 Conference                      |
| Universidad del Sur: Sewanee                            | Sewanee, Tennessee                | Tigers          | Privada | 1923         | 1932          | Southern Athletic Association (Div. III)    |
| Universidad de Carolina del Sur                         | Columbia, Carolina del Sur        | Gamecocks       | Pública | 1922         | 1953          | Southeastern Conference                     |
| Universidad de Tennessee                                | Knoxville, Tennessee              | Volunteers      | Pública | 1921         | 1932          | Southeastern Conference                     |
| Universidad Tulane                                      | Nueva Orleans, Luisiana           | Green Wave      | Privada | 1922         | 1932          | American Conference                         |
| Universidad Vanderbilt                                  | Nashville, Tennessee              | Commodores      | Privada | 1922         | 1932          | Southeastern Conference                     |
| Universidad de Virginia                                 | Charlottesville, Virginia         | Cavaliers       | Pública | 1921         | 1937          | Atlantic Coast Conference                   |
| Instituto Politécnico y Universidad Estatal de Virginia | Blacksburg, Virginia              | Hokies          | Pública | 1921         | 1965          | Atlantic Coast Conference                   |
| Universidad de Wake Forest                              | Winston-Salem, Carolina del Norte | Damon Deacons   | Privada | 1936         | 1953          | Atlantic Coast Conference                   |
| Universidad Washington y Lee                            | Lexington, Virginia               | Generals        | Privada | 1921         | 1958          | Old Dominion Athletic Conference (Div. III) |
| Universidad de Virginia Occidental                      | Morgantown, Virginia Occidental   | Mountaineers    | Pública | 1950         | 1968          | Big 12 Conference                           |
| The College of William and Mary                         | Williamsburg, Virginia            | Tribe           | Pública | 1936         | 1977          | Coastal Athletic Association                |

## Campeones de conferencia

### Fútbol americano
| Temporada | Campeón                                       | Récord |
| --------- | --------------------------------------------- | ------ |
| 1922      | Carolina del Norte                            | 5-0-0  |
| 1923      | Washington & Lee                              | 4-0-1  |
| 1924      | Alabama                                       | 5-0-0  |
| 1925      | Alabama                                       | 7-0-0  |
| 1926      | Alabama                                       | 8-0-0  |
| 1927      | Georgia Tech                                  | 7-0-1  |
| 1928      | Georgia Tech                                  | 7-0-0  |
| 1929      | Tulane                                        | 6-0-0  |
| 1930      | Alabama                                       | 8-0-0  |
| 1931      | Tulane                                        | 8-0-0  |
| 1932      | Tennessee                                     | 7-0-1  |
| 1933      | Duke                                          | 4-0-0  |
| 1934      | Washington & Lee                              | 4-0-0  |
| 1935      | Duke                                          | 5-0-0  |
| 1936      | Duke                                          | 7-0-0  |
| 1937      | Maryland                                      | 2-0-0  |
| 1938      | Duke                                          | 5-0-0  |
| 1939      | Duke                                          | 5-0-0  |
| 1940      | Clemson                                       | 4-0-0  |
| 1941      | Duke                                          | 5-0-0  |
| 1942      | William & Mary                                | 5-0-0  |
| 1943      | Duke                                          | 4-0-0  |
| 1944      | Duke                                          | 4-0-0  |
| 1945      | Duke                                          | 4-0-0  |
| 1946      | Carolina del Norte                            | 4-0-1  |
| 1947      | William & Mary                                | 7-1-0  |
| 1948      | Clemson                                       | 5-0-0  |
| 1949      | Carolina del Norte                            | 5-0-0  |
| 1950      | Washington & Lee                              | 6-0-0  |
| 1951      | Maryland / VMI                                | 5-0-0  |
| 1952      | Duke                                          | 5-0-0  |
| 1953      | West Virginia                                 | 4-0-0  |
| 1954      | West Virginia                                 | 3-0-0  |
| 1955      | West Virginia                                 | 4-0-0  |
| 1956      | West Virginia                                 | 5-0-0  |
| 1957      | VMI                                           | 6-0-0  |
| 1958      | West Virginia                                 | 4-0-0  |
| 1959      | VMI                                           | 6-0-1  |
| 1960      | VMI                                           | 4-1-0  |
| 1961      | The Citadel                                   | 5-1-0  |
| 1962      | VMI                                           | 6-0-0  |
| 1963      | Virginia Tech                                 | 5-0-0  |
| 1964      | West Virginia                                 | 5-0-0  |
| 1965      | West Virginia                                 | 4-0-0  |
| 1966      | East Carolina / William & Mary                | 4-1-1  |
| 1967      | West Virginia                                 | 4-0-1  |
| 1968      | Richmond                                      | 6-0-0  |
| 1969      | Davidson / Richmond                           | 5-1-0  |
| 1970      | William & Mary                                | 3-1-0  |
| 1971      | Richmond                                      | 5-1-0  |
| 1972      | East Carolina                                 | 7-0-0  |
| 1973      | East Carolina                                 | 7-0-0  |
| 1974      | VMI                                           | 5-1-0  |
| 1975      | Richmond                                      | 5-1-0  |
| 1976      | East Carolina                                 | 4-1-0  |
| 1977      | Chattanooga / VMI                             | 4-1-0  |
| 1978      | Furman / Chattanooga                          | 4-1-0  |
| 1979      | Chattanooga                                   | 5-1-0  |
| 1980      | Furman                                        | 7-0-0  |
| 1981      | Furman                                        | 5-2-0  |
| 1982      | Furman                                        | 6-1-0  |
| 1983      | Furman                                        | 6-0-1  |
| 1984      | Chattanooga                                   | 5-1-0  |
| 1985      | Furman                                        | 6-0-0  |
| 1986      | Appalachian State                             | 6-0-1  |
| 1987      | Appalachian State                             | 7-0-0  |
| 1988      | Furman / Marshall                             | 6-1-0  |
| 1989      | Furman                                        | 7-0-0  |
| 1990      | Furman                                        | 6-1-0  |
| 1991      | Appalachian State                             | 6-1-0  |
| 1992      | The Citadel                                   | 6-1-0  |
| 1993      | Georgia Southern                              | 7-1-0  |
| 1994      | Marshall                                      | 7-1-0  |
| 1995      | Appalachian State                             | 8-0-0  |
| 1996      | Marshall                                      | 8-0-0  |
| 1997      | Georgia Southern                              | 7-1-0  |
| 1998      | Georgia Southern                              | 8-0-0  |
| 1999      | Furman / Georgia Southern / Appalachian State | 7-1-0  |
| 2000      | Georgia Southern                              | 7-1-0  |
| 2001      | Georgia Southern / Furman                     | 7-1-0  |
| 2002      | Georgia Southern                              | 7-1-0  |
| 2003      | Wofford                                       | 8-0-0  |
| 2004      | Furman / Georgia Southern                     | 6-1-0  |
| 2005      | Appalachian State                             | 6-1-0  |
| 2006      | Appalachian State                             | 7-0-0  |

### Baloncesto masculino
| Temporada | Campeón de la temporada regular                  | Récord | Campeón del torneo    |
| --------- | ------------------------------------------------ | ------ | --------------------- |
| 1922      | Virginia                                         | 5-0    | Carolina del Norte    |
| 1923      | Carolina del Norte                               | 5-0    | Mississippi State     |
| 1924      | Tulane                                           | 10-0   | Carolina del Norte    |
| 1925      | Carolina del Norte                               | 8-0    | Carolina del Norte    |
| 1926      | Kentucky                                         | 8-0    | Carolina del Norte    |
| 1927      | South Carolina                                   | 9-1    | Vanderbilt            |
| 1928      | Auburn                                           | 12-1   | Mississippi           |
| 1929      | Washington & Lee                                 | 7-1    | North Carolina State  |
| 1930      | Alabama                                          | 10-0   | Alabama               |
| 1931      | Georgia                                          | 15-1   | Maryland              |
| 1932      | Maryland / Kentucky                              | 9-1    | Georgia               |
| 1933      | South Carolina                                   | 3-0    | South Carolina        |
| 1934      | South Carolina                                   | 6-0    | Washington & Lee      |
| 1935      | Carolina del Norte                               | 12-1   | Carolina del Norte    |
| 1936      | Washington & Lee                                 | 10-1   | Carolina del Norte    |
| 1937      | Washington & Lee                                 | 11-1   | Washington & Lee      |
| 1938      | Carolina del Norte                               | 13-3   | Duke                  |
| 1939      | Wake Forest                                      | 15-3   | Clemson               |
| 1940      | Duke                                             | 13-2   | Carolina del Norte    |
| 1941      | Carolina del Norte                               | 14-1   | Duke                  |
| 1942      | Duke                                             | 15-1   | Duke                  |
| 1943      | Duke                                             | 12-1   | George Washington     |
| 1944      | Carolina del Norte                               | 9-1    | Duke                  |
| 1945      | South Carolina                                   | 9-0    | Carolina del Norte    |
| 1946      | Carolina del Norte                               | 13-1   | Duke                  |
| 1947      | North Carolina State                             | 11-2   | North Carolina State  |
| 1948      | North Carolina State                             | 12-0   | North Carolina State  |
| 1949      | North Carolina State                             | 14-1   | North Carolina State  |
| 1950      | North Carolina State                             | 12-2   | North Carolina State  |
| 1951      | North Carolina State                             | 13-1   | North Carolina State  |
| 1952      | West Virginia                                    | 15-1   | North Carolina State  |
| 1953      | North Carolina State                             | 13-3   | Wake Forest           |
| 1954      | George Washington                                | 10-0   | George Washington     |
| 1955      | West Virginia                                    | 9-1    | West Virginia         |
| 1956      | George Washington / West Virginia                | 10-2   | West Virginia         |
| 1957      | West Virginia                                    | 12-0   | West Virginia         |
| 1958      | West Virginia                                    | 12-0   | West Virginia         |
| 1959      | West Virginia                                    | 12-0   | West Virginia         |
| 1960      | Virginia Tech                                    | 12-1   | West Virginia         |
| 1961      | West Virginia                                    | 11-1   | George Washington     |
| 1962      | West Virginia                                    | 12-1   | West Virginia         |
| 1963      | West Virginia                                    | 11-2   | West Virginia         |
| 1964      | Davidson                                         | 9-2    | VMI                   |
| 1965      | Davidson                                         | 12-0   | West Virginia         |
| 1966      | Davidson                                         | 11-1   | Davidson              |
| 1967      | West Virginia                                    | 9-1    | West Virginia         |
| 1968      | Davidson                                         | 9-1    | Davidson              |
| 1969      | Davidson                                         | 9-0    | Davidson              |
| 1970      | Davidson                                         | 10-0   | Davidson              |
| 1971      | Davidson                                         | 9-1    | Furman                |
| 1972      | Davidson                                         | 8-2    | East Carolina         |
| 1973      | Davidson                                         | 9-1    | Furman                |
| 1974      | Furman                                           | 11-1   | Furman                |
| 1975      | Furman                                           | 12-0   | Furman                |
| 1976      | VMI                                              | 9-3    | VMI                   |
| 1977      | Furman / VMI                                     | 8-2    | VMI                   |
| 1978      | Appalachian State                                | 9-3    | Furman                |
| 1979      | Appalachian State                                | 11-3   | Appalachian State     |
| 1980      | Furman                                           | 14-1   | Furman                |
| 1981      | Appalachian State / Davidson / Chattanooga       | 11-5   | Chattanooga           |
| 1982      | Chattanooga                                      | 15-1   | Chattanooga           |
| 1983      | Chattanooga                                      | 15-1   | Chattanooga           |
| 1984      | Marshall                                         | 13-3   | Marshall              |
| 1985      | Chattanooga                                      | 14-2   | Marshall              |
| 1986      | Chattanooga                                      | 12-4   | Davidson              |
| 1987      | Marshall                                         | 15-1   | Marshall              |
| 1988      | Marshall                                         | 14-2   | Chattanooga           |
| 1989      | Chattanooga                                      | 10-4   | East Tennessee State  |
| 1990      | East Tennessee State                             | 12-2   | East Tennessee State  |
| 1991      | Furman / East Tennessee State / Chattanooga      | 11-3   | East Tennessee State  |
| 1992      | East Tennessee State / Chattanooga               | 12-2   | East Tennessee State  |
| 1993      | Chattanooga                                      | 16-2   | Chattanooga           |
| 1994      | Chattanooga                                      | 14-4   | Chattanooga           |
| 1995      | Chattanooga                                      | 11-3   | Chattanooga           |
| 1996      | Davidson                                         | 14-0   | Western Carolina      |
| 1997      | Chattanooga                                      | 11-3   | Chattanooga           |
| 1998      | Davidson / Appalachian State                     | 13-2   | Davidson              |
| 1999      | College of Charleston                            | 16-0   | College of Charleston |
| 2000      | Appalachian State / College of Charleston        | 13-3   | Appalachian State     |
| 2001      | East Tennessee State                             | 13-3   | UNC Greensboro        |
| 2002      | Davidson / UNC Greensboro / East Tennessee State | 11-5   | Davidson              |
| 2003      | College of Charleston                            | 13-3   | East Tennessee State  |
| 2004      | East Tennessee State                             | 15-1   | East Tennessee State  |
| 2005      | Davidson                                         | 16-0   | Chattanooga           |
| 2006      | Georgia Southern                                 | 11-4   | Davidson              |
| 2007      | Davidson                                         | 17-1   | Davidson              |